# Freigeister
Freigeister är en operett i två akter med musik av Franz von Suppé och libretto av Karl Kosta från 1866.
Operetten utspelas i en hantverksmiljö på 1500-talet och handlar bland annat om ett älskande par som inte kan träffas på grund av ett löfte från flickans far. Det är anmärkningsvärt att librettisten parodierar framväxten av tidens politiska uppmaning till frihet genom att införa en politisk rörelse i handlingen som kräver en förening av fria andar för en "allmän kommunism".
Av musiken är idag endast ouvertyren känd. Den är för övrigt identisk med ouvertyren till operetten Das Modell, vilken efter Suppés död 1895 postumt sammanställdes.